# Talofa Airways
Talofa Airways es una aerolínea samoana que opera vuelos dentro de la Polinesia. Comenzó sus operaciones en agosto de 2016.  

## Historia
El fundador de la aerolínea, Toleafoa Jeffrey Hunter, inicialmente tenía planes de establecerla en 1996. Después de abrir una farmacia en Apia en 2002, Hunter comenzó a invertir para establecer Talofa Airways, que proporcionaría viajes aéreos más convenientes entre Samoa, Samoa Americana y otras islas de la Polinesia. Seleccionó el Aero Commander 690.  
El 22 de agosto de 2016, la aerolínea celebró una ceremonia de inauguración en el Aeropuerto de Fagali'i de Apia. Esta contó con la presencia del primer ministro de Samoa, Tuila'epa Sailele Malielegaoi. La compañía comenzó a operar el 29 de agosto de 2016.

## Asuntos Corporativos
La aerolínea toma su nombre del tradicional saludo samoano Talofa.  Tiene su sede en Taufusi, Apia. Toleafoa Jeffrey Hunter se desempeña como presidente y director ejecutivo, mientras que el director financiero es Taua Fatu Tielu, quien se desempeñó como director ejecutivo de Polynesian Airlines.

## Destinos
A partir de septiembre de 2016, Talofa Airways opera vuelos a los siguientes destinos:
| Países          | Destinos  | Aeropuertos                               |
| --------------- | --------- | ----------------------------------------- |
| Samoa           | Apia      | Aeropuerto Internacional Faleolo HUB      |
| Samoa Americana | Pago Pago | Aeropuerto Internacional de Pago Pago HUB |
| Tonga           | Neiafu    | Aeropuerto Internacional de Vava'u        |
| Tonga           | Nukualofa | Aeropuerto Internacional Fua'amotu        |

## Flota
A partir de septiembre de 2016, Talofa Airways opera los siguientes aviones:
| Aeronaves          | En servicio | Pedidos | Pasajeros (clase única)                            | Matrículas                                         | Antigüedad                                         |
| ------------------ | ----------- | ------- | -------------------------------------------------- | -------------------------------------------------- | -------------------------------------------------- |
| Aero Commander 690 | 2           | —       | 9                                                  | 5W-JMJ                                             | 47 años                                            |
| Aero Commander 690 | 2           | —       | 9                                                  | 5W-LOR                                             | 46 años                                            |
| Total              | 2           | —       | Edad media de la flota (sept. de 2024): 46,5 años. | Edad media de la flota (sept. de 2024): 46,5 años. | Edad media de la flota (sept. de 2024): 46,5 años. |

## Accidentes e incidentes
- El 12 de enero de 2017, un Aero Commander 500 de Talofa Airways estuvo involucrado en un accidente después de un aterrizaje normal en el Aeropuerto Internacional de Pago Pago No hubo heridos o muertes.[8]